# Coris dorsomacula
Coris dorsomacula es una especie de peces de la familia Labridae en el orden de los Perciformes.

## Morfología
Los machos pueden llegar alcanzar los 20 cm de longitud total.

## Distribución geográfica
Se encuentra desde Honshu (Japón) hasta  Victoria (Australia), Nueva Caledonia y Tonga.